# テイクン (バンド)
テイクン（英: Taken）はアメリカ合衆国のメロディック・ハードコアバンド。ホープスフォールやシャイ・ハルードと並び、叙情派ニュースクールと呼ばれるジャンルを代表するバンドの一つ。ディス・デイ・フォワードやスライスといったバンドとは音楽性の相似などからよく比較される。その音楽性はメロディック・ハードコアと解釈されることが多いが、テクニカルなフレーズも散見され、メタルコア的、カオティック・ハードコア的な側面も持ち合わせている。2004年に最後のEPを発表したのちに解散したが、2015年に再結成。メンバーはそれぞれミコト（Mikoto）やサーカ・サバイブ（セイオシンやディス・デイ・フォワードのメンバーも参加している）などのバンドで活動を継続中。

## ディスコグラフィー
- 1998 - Haven/Crayons シングル
- 2000 - Finding Solace in Dissension EP
- 2002 - And They Slept LP
- 2004 - Between Two Unseens EP
  - ラストライブの様子を収録したDVDが付属。
  - 所属レーベルだったGoodfellow Recordsの消滅により、これ以前の作品は全て廃盤となっている。
- 2008 - This Is Forever: A Taken B-Sides Collection/Tribute To Taken
  - 未発表音源を収録したコンピレーション盤と、日本のミュージシャン達によるトリビュート盤の2枚組。
  - トリビュート参加ミュージシャン:basquiat, broadside, endthisnewbeginning, ether of clearquake, evylock, filosofem, lost, nature living, tenho, within the last wish
- 2015 - Carry Us Until There Is Nothing Left
  - 過去の音源をリマスタリングし収録した2枚組アンソロジー盤[1]。
- 2018 - With Regard to EP